# 와다 히로오
와다 히로오(和田博雄, 1903년 2월 17일~1967년 3월 4일)는 6선 중의원 의원을 지낸 일본의 정치인이다.

## 생애
1903년 사이타마현 가와고에시에서 구제중학교 교사의 아들로 태어났다. 이후 아버지가 오카야마현의 중학교로 발령을 받자 오카야마현으로 이사를 갔고 거기서 고등학교까지 나왔다. 제육고등학교를 졸업한 뒤 도쿄제국대학 법학부에 진학하여 1925년 졸업했다. 대학생 시절의 와다는 좌익 계열 학생운동에 참가한 적은 없었다. 대학을 졸업한 뒤 입직하여 농림성 관료가 되었다.
제2차 세계 대전이 시작할 무렵엔 농림성을 나와 기획원 조사관이 되어 전시 통제 경제 확립에 종사했다. 그러다가 1940년 10월 「치안유지법」 위반 혐의로 체포되는 기획원 사건이 일어나 관에서 추방당했다. 약 3년에 걸친 구금을 거쳐 보석되었고 종전 직후인 1945년 9월 최종적으로 무죄 판결을 받았다.
무죄 판결을 받은 달에 농림성에 복귀했고 다음 달엔 농정국장이 되었다. 1946년 일본의 내각총리대신이 된 요시다 시게루는 일본사회당과의 연립을 꾀했지만 불발로 끝났다. 요시다 내각은 소수 내각이었기에 거국일치내각을 꾸릴 필요성이 있었고 한편으로 경제 통제나 농정 개혁을 위해 좌파 지식인의 입각을 희망하고 있었다. 다른 사람들에게 모두 거절당한 끝에 요시다는 와다를 농림상으로 발탁했지만 기획원 사건에 연루된 적이 있는 와다를 자유당 내에서 반발하는 목소리가 높았다. 하지만 미키 부키치가 "와다 농상을 거부해서 요시다 내각이 무너지면 GHQ가 사회당-공산당 연립 내각을 꾸릴지도 모른다"라고 설득하여 와다는 농상에 취임할 수 있었다. 이후 와다는 제2차 농지 개혁을 성공시켜 요시다의 신임을 받았다.

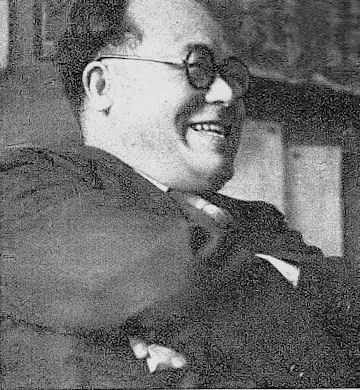
1951년에 촬영한 사진.

1947년 제23회 일본 중의원 의원 총선거에서 승리한 사회당이 원내1당이 되고 가타야마 데쓰가 총리대신이 되었다. 요시다는 가타야마에게 와다를 내각에 유임시킬 걸 권했고 가타야마는 와다를 경제안정본부 총무장관 겸 물가청 장관에 임명했다. 와다는 쓰루 시게토 등 경제학자를 중용해 경제백서를 만들고 석탄과 철강을 중심으로 한 경제부흥정책인 경사생산을 추진했다.
같은 해 제1회 일본 참의원 의원 통상선거에 출마해 당선되었는데 이때는 녹풍회에 속해 있었다. 1949년 일본사회당에 입당했다. 당시는 이른바 닷지 라인의 여파로 심각한 디플레이션 상황에 놓여 있어 시장 경제의 파탄난다는 우려마저 있었다. 와다 역시 일본에 사회주의가 도래할 것이라 생각했다.
1951년 사회당이 분열했을 때 사회당 좌파에 적을 뒀고 곧 사회당 좌파의 정책심의회장이 되었다. 와다는 미국과의 「상호 방위 원조 협정」(MSA 협정)에 대항해 정책 플랜을 발표해 언론의 주목을 받았다. 1952년 오카야마현 제1구에 출마해 중의원 의원이 되었고 1954년 사회당 좌파 서기장이 되었다. 하지만 사회당 좌파 위원장 스즈키 모사부로와는 성향이 맞지 않았고 스즈키에 대항하기 위해 사회주의협회와 손을 잡고 점차 교조적인 언동을 자주 하기 시작했다. 1955년 사회당 우파와 통합이 성사되자 이에 반발했고 통일 사회당의 집행부에서 배제되었다.
1957년 사회당 정책심의회장이 되었지만 다음 해 전국구매농업협동조합연합회로부터 부정 정치 자금을 받은 사실이 드러나 1년간 당원권이 정지되었고 정책심의회장직에서도 해임되었다.
1960년 초 사회당에서 구조개혁론이 대두하자 이를 지지했지만 구조개혁론을 적극적으로 내세우던 에다 사부로와의 관계는 좋지 못했다. 사회당 좌파 시절의 기관지인 『사회 타임스』와 관련한 채무를 에다 때문에 와다가 모두 떠안아야 했고 에다가 고향인 오카야마현 제1구에 출마하려 해서 그와 대립했기 때문이었다. 하지만 구조개혁파의 지지를 받아 와다는 1961년 사회당 국제국장에 선출될 수 있었다.
와다는 서구 선진국의 사회민주주의 정당과의 제휴를 통해 사회당을 현실주의 정당으로 탈바꿈하고자 했지만 이 무렵 와다는 체력적 한계를 느끼고 있었다. 1964년 사사키 고조와 함께 사회당 부위원장에 선출되었다. 다음 해에는 가와카미 조타로가 병을 이유로 사회당 위원장을 사임하자 후계 위원장 후보로 물망에 올랐지만 이를 고사하고 사사키에게 자리를 양보했다. 그리고 1967년 정계를 은퇴했다.
은퇴한 지 얼마 되지 않았을 무렵 현대하이쿠협회 총회에 출석하기 위해 걷고 있다가 시바공원 근처에서 심근 경색으로 쓰러졌고 그대로 사망했다. 사후에 서보대수장이 추증되었다.

## 평가
사회당 정치인 중에선 드물게 관료 출신이었던 와다는 당의 안팎에서 많은 기대를 받았지만 능력을 발휘할 기회가 많지 않았다. 이는 와다의 능력을 살리지 못한 사회당에게 책임을 물어야 하지만 당시 사회당 최대 실력자인 스즈키 모사부로와 원만한 관계를 쌓지 못한 와다에게도 잘못은 있다. 에다 사부로와의 제휴도 순탄하지 못해 구조개혁 논쟁이 한창일 때 당내 세력 확장에도 실패하고 말았다.
결국 관료 출신이라는 딱지를 떼지 못해 정치가로서 성공하지 못했다고 볼 수 있다. 내각총리대신이던 사토 에이사쿠는 와다의 부고 소식을 듣고 "가엾은 불행한 정치가"라고 평했다.

## 역대 선거 기록
|  | 0% |

|  | 9.8% |

|  | 13.6% |

|  | 15.1% |

|  | 14% |

|  | 14.3% |

|  | 12.5% |

## 참고 문헌
- 大竹啓介『幻の花─和田博雄の生涯─』上下、楽游書房、1981年。
- 鈴木徹三「日本社会党と鈴木茂三郎」全3回『大原社会問題研究所雑誌』441～443号（1995年8～10月）。大竹の著書を鈴木派の立場から批判している。

| 전임 소에지마 센파치 | 제4대 농림대신 1946년 5월 22일~1947년 1월 31일 | 후임 요시다 시게루 |

| 전임 다카세 소타로 | 제4대 경제안정본부 총무장관 겸 물가청 장관 1947년 6월 1일~1948년 3월 10일 | 후임 구루스 다케오 |

| 전임 노미조 마사루 | 제7대 일본사회당 좌파 집행부 서기장 1954년 ~ 1955년 10월 13일 | 후임 아사누마 이네지로 |